# Camberwell College of Arts
Il Camberwell College of Arts (in precedenza Camberwell School of Arts and Crafts) è uno dei college costituenti la University of the Arts London, considerata una delle istituzioni artistiche più prestigiose e importanti del Regno Unito. Situato a Camberwell, nel sud di Londra, con sedi in Peckham Road e Wilson Road, eroga formazione universitaria nell'ambito delle belle arti come il Bachelor of Arts per la pittura, la scultura, la fotografia e il disegno, ma anche corsi post laurea e dottorati di ricerca. Il college offre anche corsi di conservazione e restauro, di progettazione grafica e tridimensionale.

## Storia
La storia del college è strettamente correlata a quella della South London Gallery. Nel 1868, William Rossiter acquistò la proprietà della Portland House dove si insediò il College nel 1889. La Galleria fu aperta nel 1891, e qualche anno dopo, nel 1898, fu inaugurato il Technical Institute, il primo della scuola. Il filantropo John Passmore Edwards donò una notevole somma di denaro destinato alla costruzione di un edificio in memoria di Lord Leighton. La scuola e la galleria furono il frutto di un movimento artistico diffusosi a Camberwell, sostenuto da Edward Burne-Jones, da Lord Leighton, da Walter Crane e da George Frederic Watts. L'obiettivo della scuola era quello di dare "la migliore educazione artistica e tecnica a tutte le classi del distretto". Inizialmente la scuola offriva lezioni in settori specifici, come ad es. l'architettura, la progettazione di mobili, il ricamo e l'intaglio del legno; nel 1920 fu creato un dipartimento di belle arti.

Durante la seconda guerra mondiale, Victor Pasmore fu nominato capo del dipartimento di pittura della scuola. Egli coinvolse William Coldstream, che a sua volta persuase altri artisti, dando vita alla Euston Road School, iniziando un nuovo periodo nella Scuola. In questo periodo insegnarono a Camberwell artisti rilevanti, quali Frank Auerbach, Lawrence Gowing e Edward Ardizzone. Nel 1973 la scuola venne ampliata con strutture moderne erette accanto a quelle esistenti; le une e le altre fanno parte dei monumenti classificati del Regno Unito.

Nel 1986 la Camberwell School of Arts and Crafts divenne un College costituente della University of the Arts London, creata dalla Inner London Education Authority per integrare le scuole di arte, design, moda e media di Londra in una struttura collegiale; la scuola fu ribattezzata Camberwell College of Arts nel 1989.

Altri personaggi famosi che hanno insegnato nella scuola sono Ronald Brooks Kitaj, Kenneth Martin, Euan Uglow e Frank Bowling. Nel 2014 Hal Foster, membro della American Academy of Arts and Sciences, è stato nominato "praticante in residenza" presso il Dipartimento di Belle Arti del College; lo stesso titolo è stato attribuito due anni dopo anche a Griselda Pollock.

## Affiliazioni
Camberwell fa parte della University of the Arts di Londra e, insieme ai suoi college gemelli, il Chelsea College of Art and Design e il Wimbledon College of Art, costituisce il CCW, un modello a tre che consente a ciascun college di conservare una propria identità individuale consentendo l'accesso agli studenti alle strutture per l'insegnamento e l'apprendimento nei tre college. La CCW ha unificato i corsi di base a partire dall'anno accademico 2011/12 tenendoli nel campus di Wilson Road a Camberwell. Gli altri college costituenti l'Università sono il Central Saint Martins College of Art and Design, il London College of Communication e il London College of Fashion.

A livello internazionale, il college si relaziona con altre scuole d'arte e università europee e gli studenti prendono regolarmente parte agli scambi culturali del progetto Erasmus con istituzioni presenti in varie città europee. Il college ha collegamenti extraeuropei con college in Giappone e in America, e gli studenti prendono parte a progetti presso la New York Studio School, la Parsons The New School For Design e il Fashion Institute of Technology di New York e la Yale School of Art.